# Dauhalessie (obwód homelski)
Dauhalessie (biał. Даўгалессе; ros. Долголесье) – wieś na Białorusi, w obwodzie homelskim, w rejonie homelskim, w sielsowiecie Dauhalessie.